# Округ Рипли (Индијана)
Рипли (енгл. Ripley County) је округ у америчкој савезној држави Индијана.

## Демографија
По попису из 2010. године број становника је 28.818, што је 2.295 (8,7%) становника више него 2000. године.
| Група             | 2000.          | 2010.          |
| Белци             | 25.971 (97,9%) | 27.879 (96,7%) |
| Афроамериканци    | 13 (0,0%)      | 69 (0,2%)      |
| Азијати           | 95 (0,4%)      | 146 (0,5%)     |
| Хиспаноамериканци | 247 (0,9%)     | 445 (1,5%)     |
| Укупно            | 26.523         | 28.818         |